# Aplysiopsis smithi
Aplysiopsis smithi är en snäckart som först beskrevs av Er. Marcus 1961.  Aplysiopsis smithi ingår i släktet Aplysiopsis och familjen Stiligeridae. Inga underarter finns listade i Catalogue of Life.